# Garde nationale (Tunisie)
La garde nationale est le corps de gendarmerie de la Tunisie chargé de missions de sécurité intérieure, en particulier dans les zones rurales et périurbaines, de garde-frontières et de garde-côtes. Elle est distincte de l'armée nationale tunisienne en raison de son appartenance au ministère de l'Intérieur.
En 2024, elle compte un personnel de plus de 35 000 agents.

## Histoire
La garde nationale tunisienne est créée par le décret beylical du 6 septembre 1956, cinq mois après l'indépendance du pays. L'arrêté du 10 octobre de la même année fixe le statut particulier du corps. Tijani Ketari en est le premier commandant ; il organise ce corps et le dote des moyens nécessaires à son entrée en fonction, dont le premier noyau est formé à partir des fellagas.

## Organisation
- Centrale 
  - Direction générale de la garde nationale à El Aouina
- Territoriale
  - 5 districts
  - 34 secteurs dont cinq maritimes
  - 950 postes[5]

## Missions
Elle sert à la fois de force de défense contre les menaces extérieures et de force de sécurité contre les menaces internes.
En plus de leur mission de protection du territoire et des frontières aux côtés de l'armée nationale, les gardes nationaux sont chargés de la sécurité dans les zones rurales et périurbaines et sur les voies de communication, alors que la police est chargée des zones urbaines, même si elle peut en cas de besoin intervenir avec les forces de police.
La garde nationale assume également la fonction de garde-côtes via sa composante maritime et de garde-frontière via son unité frontière.
Elle dispose en son sein d'une unité d'élite, l'unité spéciale de la garde nationale, d'une unité aérienne, d'une unité maritime et de plusieurs unités spécialisées.

## Organismes de formation
- École de la garde nationale de Bir Bouregba ;
- École navale de la garde nationale de Monastir ;
- École de spécialisation de Chebika ;
- École des commandos de Béja ;
- École cynophile de Mornaguia[5].

## Coopération
La garde nationale tunisienne est membre de l'Association internationale de gendarmeries et forces de police à statut militaire. Les gardes nationaux participent aux missions internationales sous mandat de l'Organisation des Nations unies.

## Commandants
- 2013-2015 : Mounir Ksiksi[9]
- 2015-2017 : Lotfi Brahem[10]
- 2017-2019 : Chokri Rahali[11]
- 2019-2021 : Mohamed Ali Ben Khaled[12]
- 2021-2022 : Chokri Riahi[13]
- 2022-2023 : Fadhel Guezguez[14]
- depuis 2023 : Hassine Gharbi[15]

## Conseil d'honneur
Le conseil d'honneur de la garde nationale émet un avis sur toutes les questions que lui soumet le ministre de l'Intérieur, notamment celles relatives à la réputation et l'honneur du corps et son moral. Il est en outre compétent en matière de recrutement, de titularisation, d'avancement et de discipline pour tous les agents.
Présidé par le commandant de la garde nationale ou par son représentant qu'il désigne à cet effet, soit l'inspecteur général soit l'un des directeurs généraux des structures de la direction générale, le conseil se compose de l'inspecteur général, des directeurs généraux, du directeur des études et de la planification stratégique et de la coopération internationale, du directeur de renseignements et de l'enquête et du directeur des ressources humaines ou de leurs représentants en qualité de membres. Les représentants de l'inspecteur général et des directeurs généraux doivent remplir la fonction de directeur d'administration centrale et les représentants des directeurs celle de sous-directeur d'administration centrale ; ces représentants sont désignés par le ministre de l'Intérieur sur proposition du commandant de la garde nationale.
Se joignent au conseil d'honneur, lorsqu'il siège en tant que conseil d'avancement ou de discipline, deux agents appartenant au même cadre que l'agent concerné, qui sont ainsi que leurs deux suppléants choisis par tirage au sort parmi les agents titulaires inscrits sur des listes annuelles établies par le directeur général des services communs. L'administration générale des services communs est chargée des fonctions du secrétariat du conseil. 
Le conseil d'honneur se réunit valablement avec la présence de la moitié de ses membres au moins et celle des deux représentants des agents lorsqu'il siège en tant que conseil d'avancement ou de discipline, sur convocation de son président, à charge de siéger en tant que conseil d'avancement au moins une fois par an. Il émet son avis à la majorité des voix, et en cas de parité, celle du président est prépondérante.

## Grades
|  |  |  |  |  |  |  |  |

|  |  |  |  |  |  |